# Epidapus gracilipes
Epidapus gracilipes är en tvåvingeart som beskrevs av Menzel 2007. Epidapus gracilipes ingår i släktet Epidapus och familjen sorgmyggor.
Artens utbredningsområde är Seychellerna. Inga underarter finns listade i Catalogue of Life.